# Parochievicaris
Een parochievicaris is een priester van de Rooms-Katholieke Kerk die werkzaam is in een parochie. Hij heeft niet de eindverantwoordelijkheid over de parochie, zoals een pastoor of administrator die heeft. Hij wordt daarom ook weleens met de term 'hulppastoor' aangeduid.
Het woord vicaris komt van het Latijnse vicarius, dat plaatsvervanger betekent.
In Nederland is de term 'kapelaan' (Latijn: capellanus: een aan een kapel verbonden geestelijke) gebruikelijk, zowel in volkstaal als in de formele omschrijving van de functie. In Vlaanderen wordt hij in bepaalde streken 'onderpastoor' of 'medepastoor' genoemd.
De term 'kapelaan' (of 'rector') voor de functie van onderpastoor is pas gangbaar sinds de napoleontische tijd. Voor die tijd was de kapelaan een aan een kapel of altaar verbonden priester. Grotere kerken, zoals de meeste kapittelkerken, hadden soms tientallen altaren, waaraan vele kapelaans verbonden waren. Dezen waren vaak verenigd in een broederschap van kapelaans, soms ook kapittel van 'kleine kanunniken' genoemd, ter onderscheiding van de 'grote kanunniken', waaraan zij ondergeschikt waren.